# Sharecropping

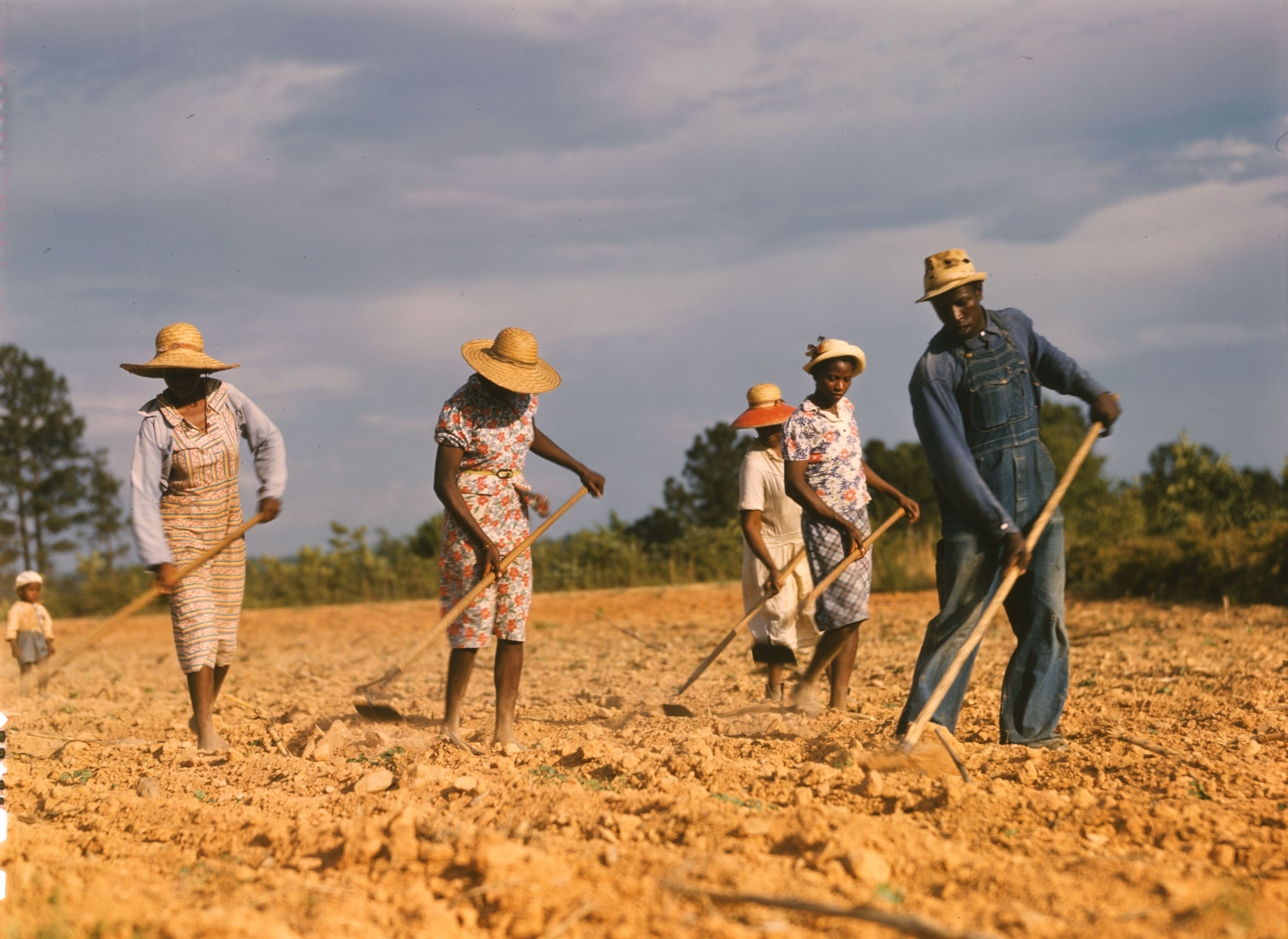
Baumwoll-Sharecroppers in den USA (1941)

Als Sharecropping wird ein System landwirtschaftlicher Produktion bezeichnet, bei dem ein Landbesitzer einem Pächter oder „Sharecropper“ erlaubt, ein Stück Land zu bewirtschaften, und im Gegenzug einen Anteil der Ernte erhält, die von dem Sharecropper auf dem Stück Land erwirtschaftet wurde.
Es war die übliche landwirtschaftliche Produktionsweise nach dem amerikanischen Bürgerkrieg (1861–1865) und der damit verbundenen Sklavenbefreiung im Süden der USA, die sich bis etwa um 1945 halten konnte. Nach der Niederlage der Südstaaten und dem Zusammenbruch des bisherigen Finanzsystems fehlte es an Kapital, trotzdem sollte die reduzierte Anbaufläche erhalten bleiben, genutzt und erneut ausgeweitet werden. Sharecropping war in diesem Fall die Lösung und ermöglichte eine kostengünstige Produktion von Baumwolle, Tabak, Reis und weiteren landwirtschaftlichen Erzeugnissen mit billigen Arbeitskräften. Etwa zwei Drittel waren weiße Landarbeiter und ein Drittel ehemalige schwarze Sklaven, die in der Regel etwa 20 bis 40 Acres Land erhielten zur Bewirtschaftung, was ungefähr acht bis 16 Hektaren entsprach. Sie leisteten sehr viel Handarbeit, waren den unterschiedlichen klimatischen Verhältnissen ausgesetzt und im Absatz ihrer Produkte unerfahren und oft abhängig vom Verpächter, der die Preise drücken konnte. Erst nach dem Ersten Weltkrieg begannen sie sich in der Southern Tenant Farmers Union besser zu organisieren und Widerstand zu leisten. Mit der Erfindung und Entwicklung der Baumwollpflückmaschine 1944, der zunehmenden Mechanisierung der Landwirtschaft und dem Bedarf von Arbeitskräften in der Industrie wurde diese Wirtschaftsform im Westen immer mehr überflüssig, weil sie uninteressant und unrentabel wurde.
Diese Art der Verpachtung, die eher im angelsächsischen Raum üblich war, wurde in ähnlicher Art im deutschen Raum mit der Naturalpacht gehandhabt. Anders als bei der Geldpacht erhält der Verpächter also kein Geld. Sie wird im 21. Jahrhundert noch immer in Staaten wie Bangladesh, Ghana, Zimbabwe, Indien und Pakistan praktiziert.